# Stanislav Angelov
Stanislav Petkov Angelov (Bulgaars: Станислав Петков Ангелов) (Sofia, 12 april 1978) is een Bulgaarse betaald voetballer die bij voorkeur als verdediger speelt. Hij verruilde in juli 2012 Anorthosis Famagusta voor Levski Sofia waar hij aanvoerder is. In 2006 debuteerde hij in het Bulgaars voetbalelftal tijdens de Kirin Cup.
Angelov speelde eerder voor CSKA Sofia en Levski Sofia. Met Levski Sofia werd hij in 2002, 2006 en 2007 Bulgaars landskampioen, won hij in 2002, 2003, 2005 en 2007 de nationale beker en in 2005 de Bulgaarse Supercup.

## Carrière
- 1998-2001: CSKA Sofia
- 2001-2007: Levski Sofia
- 2007-2010: Energie Cottbus
- 2010-2011: Steaua Boekarest
- 2011-2012: Anorthosis Famagusta
- 2012-... : Levski Sofia